# Pace di Tilsit

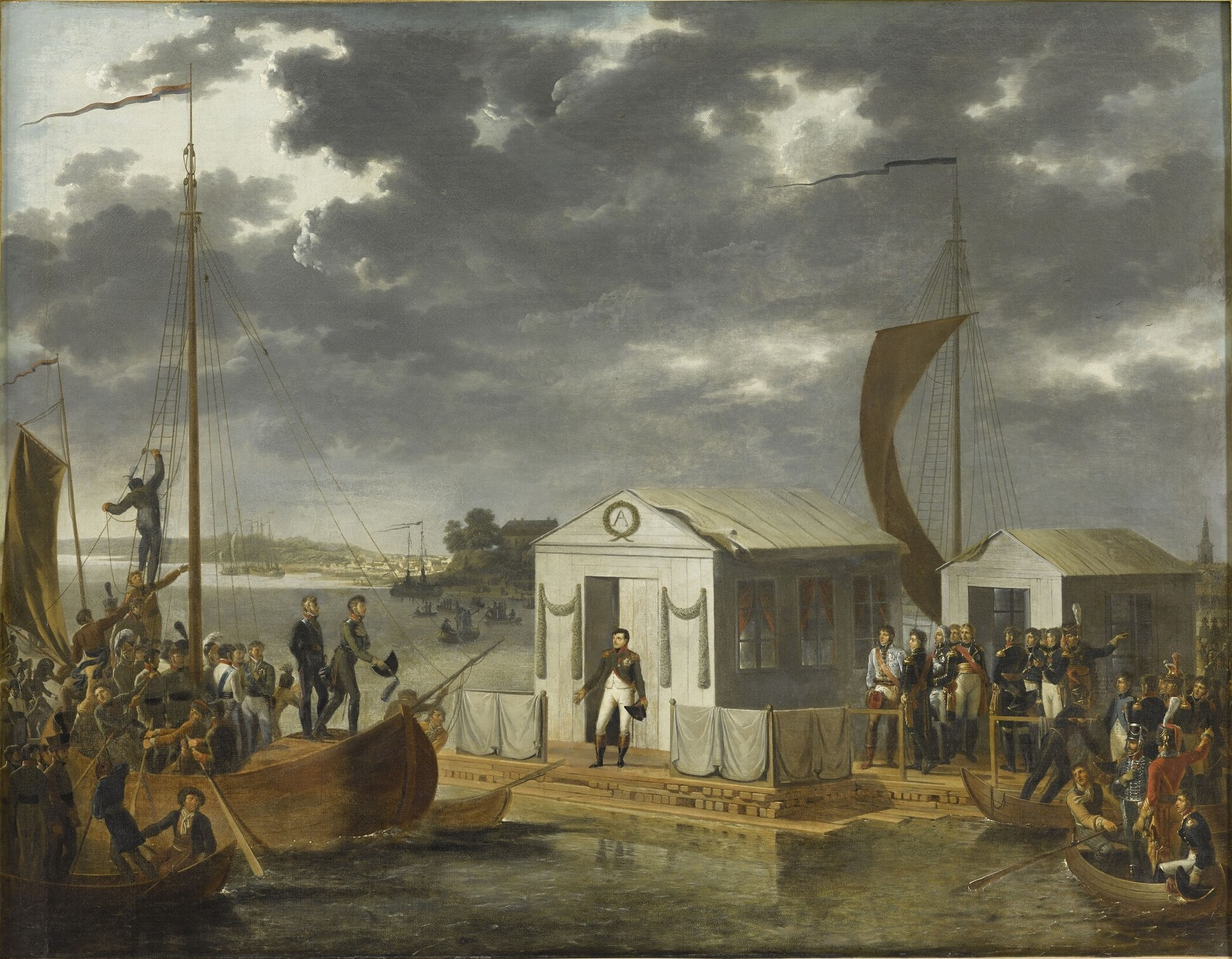
La firma del trattato di pace franco-russo sul pontone galleggiante in mezzo al fiume Nemunas

Col nome di pace di Tilsit sono noti due trattati di pace siglati nel 1807 da Napoleone, rispettivamente il 7 luglio con lo zar Alessandro I di Russia ed il 9 luglio con il re Federico Guglielmo III di Prussia. La firma dei trattati avvenne in Prussia orientale, nella città di Tilsit (l'attuale Sovetsk nell'oblast' di Kaliningrad); in particolare, il trattato del 7 luglio fu firmato su un pontone galleggiante nel mezzo del fiume Nemunas, che segnava la linea di demarcazione tra le zone di influenza francese e russa.

## Il trattato franco-russo
La pace franco-russa segnò la fine della guerra della quarta coalizione contro l'Impero napoleonico in seguito alla battaglia di Friedland e sancì la divisione dell'Europa orientale in due sfere di influenza tra le due potenze firmatarie vincitrici, da quel momento in avanti non più in guerra tra loro, ma alleate.
Le due potenze siglarono inoltre un patto segreto di mutua assistenza in chiave antibritannica: la Francia si obbligò ad aiutare la Russia contro l'Impero ottomano; in cambio lo zar si sarebbe impegnato a entrare in guerra contro l'Inghilterra e a provocare un conflitto tra la Svezia e la Finlandia, quest'ultima attribuita all'Impero russo, come emerge dalle condizioni del trattato stesso.
Il trattato, per le questioni di carattere territoriale, penalizzò leggermente la Russia, che dovette evacuare la Valacchia e la Moldavia, occupate durante la guerra russo-turca; cedere le Isole Ionie e Cattaro (conquistate dagli ammiragli russi Ušakov e Senjavin) alla Francia; aderire al Blocco continentale. In compenso, Napoleone garantì la sovranità del ducato di Oldenburg e quella di molti altri piccoli stati governati da parenti tedeschi dello zar.

## Il trattato franco-prussiano
La pace di Tilsit comportò per la Prussia conseguenze sfavorevoli, in quanto essa dovette rinunciare ad ampie porzioni del proprio territorio (circa la metà) a favore dei neocostituiti stati vassalli di Napoleone; in particolare, la Prussia perse tutti i territori ad ovest dell'Elba, assegnati al neonato Regno di Vestfalia, e gran parte dei possedimenti in terra polacca, che andarono a formare il semindipendente Ducato di Varsavia; inoltre, Cottbus passò alla Sassonia, mentre Białystok fu assegnata alla Russia.
La Prussia accettò inoltre di entrare a far parte del cosiddetto Sistema continentale e si obbligò infine a ridurre il proprio esercito a 40.000 effettivi, come pure a corrispondere alla Francia un'indennità pari a 100 milioni di franchi francesi.

## Conseguenze
L'afflato franco-russo ebbe tuttavia vita breve. Dopo la pace di Tilsit, vista non solo dai prussiani ma anche dai russi come un'umiliazione, i piani di Napoleone di legarsi in vincolo matrimoniale con la sorella dello zar furono ostacolati dall'aristocrazia zarista; la cooperazione tra Francia e Russia si interruppe il 13 dicembre 1810, quando lo zar autorizzò l'attracco di navi neutrali nei porti russi; nel 1812 Napoleone varcò il fiume Nemunas e invase la Russia, ponendo fine alla fragile alleanza (campagna di Russia).

## La pace di Tilsit in letteratura
Lev Tolstoj descrive in modo particolareggiato questo incontro nel suo capolavoro Guerra e pace, anche se la località viene chiamata Tilsitt e le date sono riportate secondo il calendario giuliano, all'epoca in vigore in Russia. Infatti i due imperatori s'incontrano il 13 giugno e i preliminari della pace vengono firmati il 27 giugno.
I due imperatori si scambiano anche le loro più alte onorificenze: Alessandro I di Russia riceve la Legion d'onore, mentre Napoleone è insignito dell'Ordine di Sant'Andrea di prima classe.